# Peter Winnen
Peter Johannes Gertrudis Winnen (nascido em 5 de setembro de 1957) é um ex-ciclista holandês de ciclismo de estrada. Competiu nos Jogos Olímpicos de Moscou 1980 na prova de estrada, terminando na 26ª posição. Após os Jogos, ele se tornou profissional em 1981. Entre suas 14 vitórias foram duas etapas em Alpe d'Huez do Tour de France e um campeonato nacional. Ficou em terceiro no Tour de France em 1983.